# سياحة ميسرة
السياحة الميسرة أو سياحة ذوي الاحتياجات الخاصة (بالإنجليزية: Accessible tourism)‏ هو نمط سياحي يتيح الوجهات والمنتجات والخدمات السياحية في متناول الجميع، بغض النظر عن القيود المادية أو الإعاقة أو السن حيث باتت المجتمعات المعاصرة على وعي متزايد لمفهوم إدماج الأشخاص ذوي الاحتياجات الخاصة في المجتمع.
وفقًا للشبكة الأوربية للسياحة الميسرة، فإن السياحة الميسرة تشمل:
- وجهات خالية من العوائق: البنية التحتية والمرافق
- النقل: عن طريق الجو والبر والبحر، مناسبة لجميع المستخدمين
- خدمات ذات جودة عالية: مقدمه من موظفين مدربين
- أنشطة ومعارض ومناطق جذب: مسموح المشاركة من قبل الجميع
- تسويق ونظم الحجز ومواقع إنترنت وخدمات: معلومات في متناول للجميع